# St. Martin (Batzenhofen)

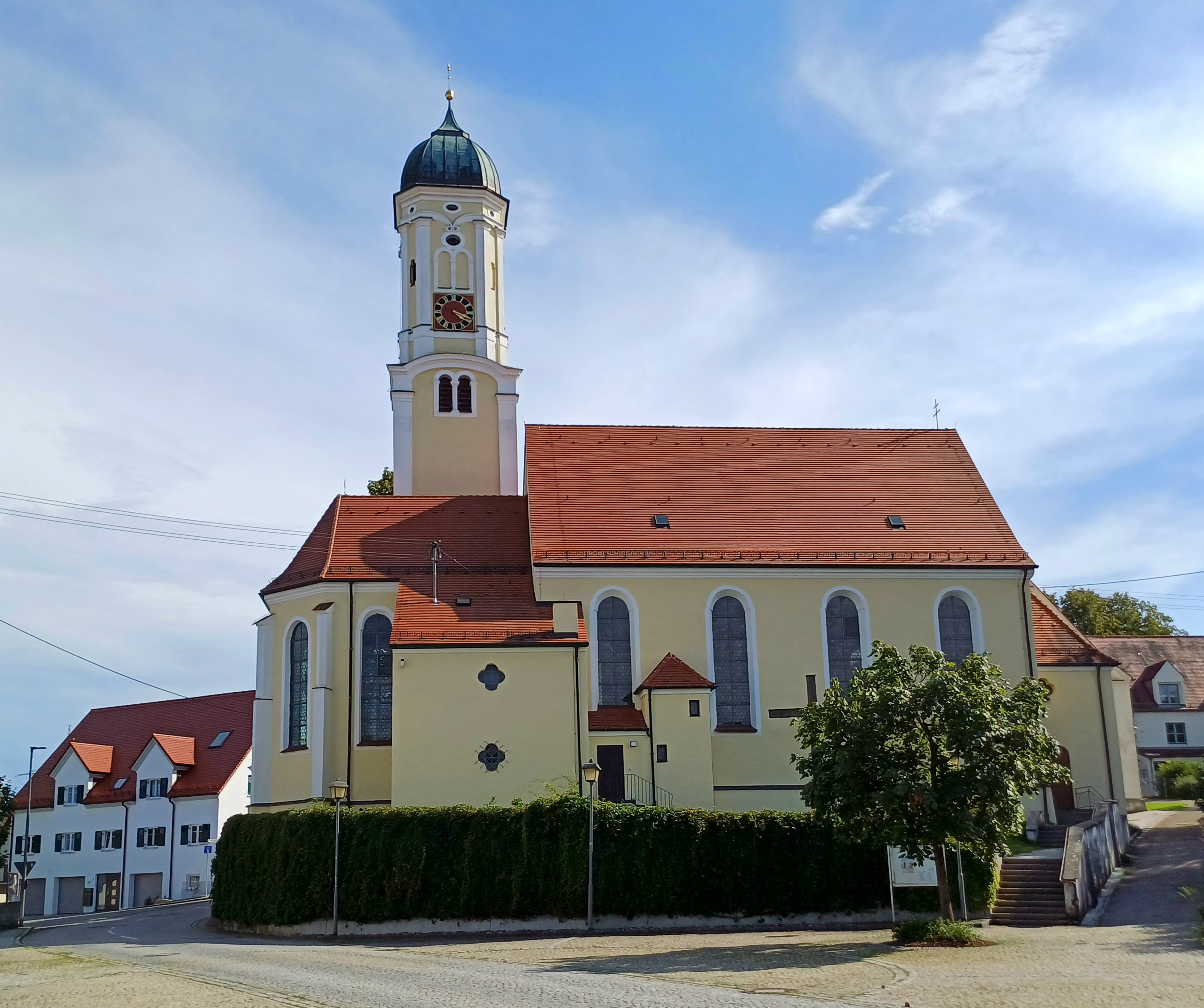
Pfarrkirche St. Martin in Batzenhofen

St. Martin ist eine römisch-katholische Pfarrkirche im Gersthofener Stadtteil Batzenhofen. Sie ist als Baudenkmal geschützt und gehört zum Dekanat Augsburg-Land des Bistums Augsburg.

## Geschichte
Das Patrozinium des fränkischen Reichsheiligen Martin von Tours deutet auf ein hohes Alter der Pfarrei hin, die als Urpfarrei der Hirblinger Urmark gilt. Dabei kam Batzenhofen offenbar eine Sonderstellung zu. Ein erster Kirchenbau wird bereits in der ersten Hälfte des 8. Jahrhunderts im Bereich eines Meierhofes vermutet. Die früheste urkundliche Erwähnung stammt aus dem Jahr 969, als Bischof Ulrich von Augsburg dem neu gegründeten Frauenkloster St. Stephan u. a. Güter in Batzenhofen schenkte. Im Hochmittelalter wurde Batzenhofen zeitweise zur Königspfalz, als 1154 Kaiser Friedrich Barbarossa auf dem Weg nach Goslar dort Halt machte. Das Frauenkloster St. Stephan konnte im Laufe der Jahrhunderte die Grundherrschaft über den gesamten Ort erlangen, damit verbunden auch das Patronatsrecht über die örtliche Kirche. Batzenhofen wurde zum Zentrum der ländlichen Liegenschaften.
Der heutige, erhöht über dem Schmuttertal gelegene Kirchenbau geht auf verschiedene Bauphasen zurück. Von dem gotischen Vorgängerbau zeugen heute noch der Turmunterbau und der Chor, welche um 1500 entstanden sind. Unter Herrschaft des Augsburger Frauenstifts St. Stephan wurde von 1718 bis 1720 das Langhaus in Form eines Saalbaus neuerrichtet und der eingezogene Chor erhöht, vermutlich durch den Augsburger Baumeister Jörg Paulus. 1722 erfolgte die Kirchweihe. Der südlich gelegene Turm erhielt nach Plänen von Franz Xaver Kleinhans statt des spätgotischen Satteldachs durch Joseph Meitinger 1737 eine mit Kupfer gedeckte, achteckige und reich gegliederte Zwiebelhaube. 1750 ließen die Kanonissen das Schloss Batzenhofen als Sommersitz errichten. Nach der Säkularisation fiel das Patronatsrecht an den bayerischen König. Eingepfarrt waren im 19. Jahrhundert außer Batzenhofen folgende Orte: Rettenbergen, Edenbergen und Gailenbach, mit einer gemeinsamen Schule in Batzenhofen. Restaurierungen an der Kirche erfolgten 1793, 1893, 1946/47, 1988 sowie ab 2000 und 2012. Südwestlich befindet sich der zugehörige Pfarrhof Batzenhofen.

## Ausstattung

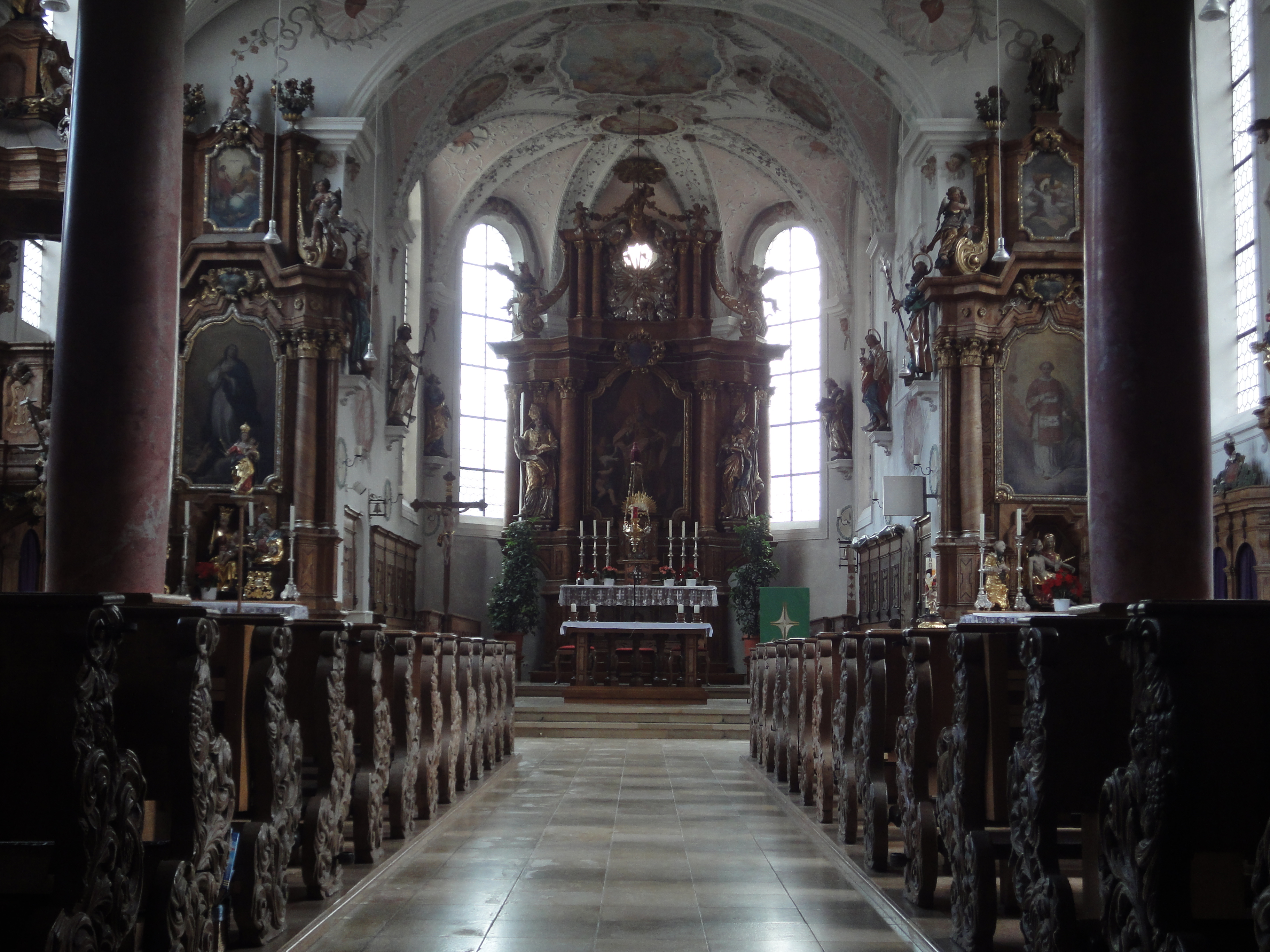
Innenraum

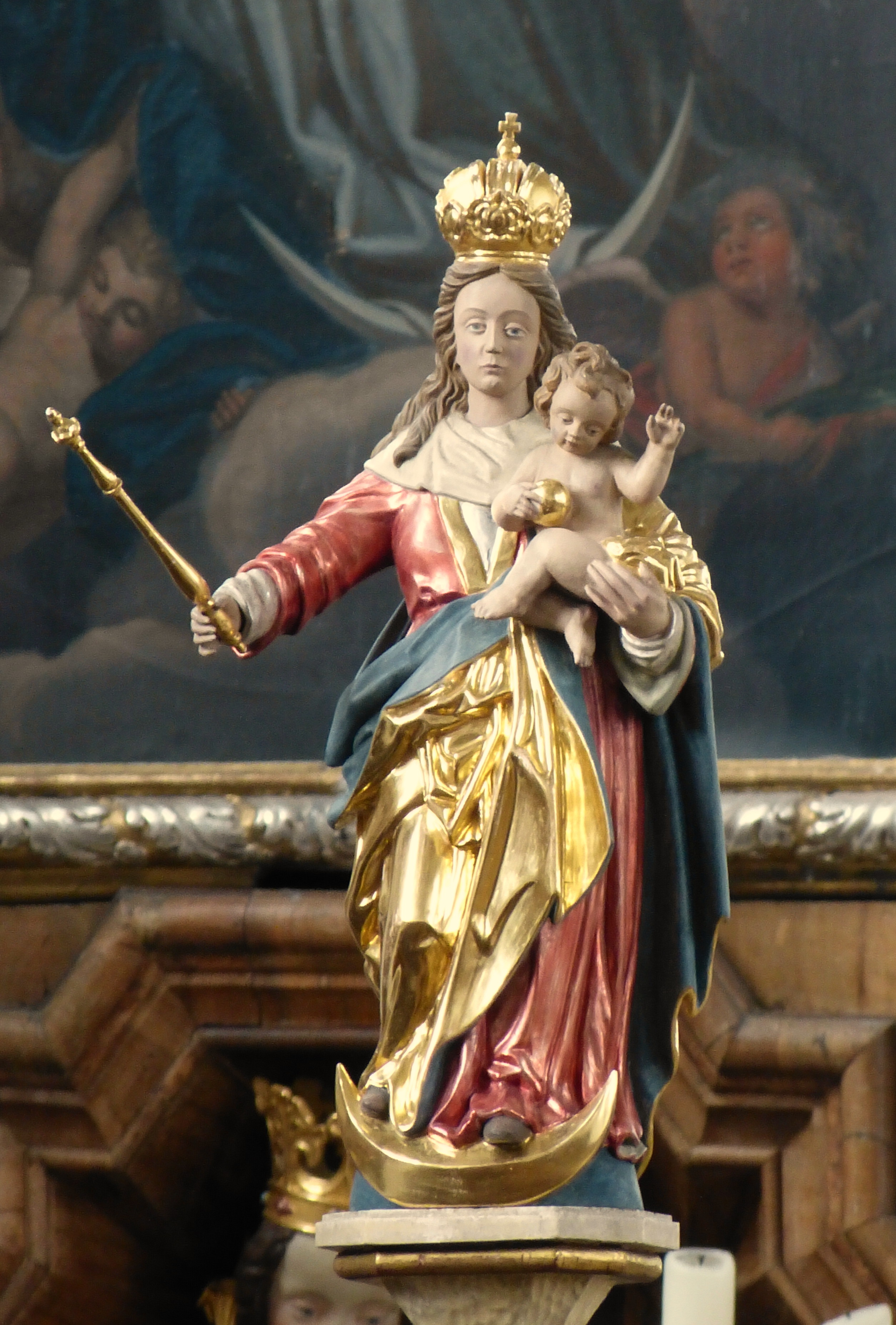
Madonna

Die Altäre, die Kanzel und das Kirchengestühl sind in Holz ausgeführt und mit Intarsien versehen, die Decken und Wände wurden in der Ausmalung von Johann Georg Kuen mit Pastelltönen darauf abgestimmt. Der Hochaltar zeigt neben den lebensgroßen Figuren des St. Martin auch St. Nikolaus, das Altarbild St. Martin mit der Gans von 1723 wurde von Johann Georg Bergmüller geschaffen. Die Pietà am rechten Seitenaltar wird in das 14. Jahrhundert datiert, das darüber liegende Vesperbild in das 16. Jahrhundert. Die Figuren der Heiligen Barbara und Johannes Nepomuk stammen aus der zweiten Hälfte des 19. Jahrhunderts. Bei der Renovierung erhielt der Chor durch Otto Pöppel 1947 neue Wandmalereien und Deckenbilder.

## Glocken
Die ersten 1859 erwähnten Glocken wurden 1683, 1722 und 1751 gegossen. Das heutige Glockengeläut von 1948 mit fünf Bronzeglocken stammt von der Glockengießerei Johann Hahn in Landshut, sie haben die Schlagtöne es', ges', as', b' und des'.

## Orgel
Die Orgel wurde etwa 1920 als Opus 58 von der Mindelheimer Werkstatt Julius Schwarzbauer als pneumatische Kegelladenorgel mit Doppelfaltenbalg gebaut und mit einem fünffeldrigen Prospekt versehen. Die Schwarzbauer-Orgel hatte folgende Disposition:
| I Hauptwerk C–f3 |            |     |
| 1.               | Bourdon    | 16′ |
| 2.               | Principal  | 8′  |
| 3.               | Gedeckt    | 8′  |
| 4.               | Flöte      | 8′  |
| 5.               | Salicional | 8′  |
| 6.               | Octav      | 4′  |

| II Schwellwerk C–f3 |                  |       |
| 7.                  | Geigenprincipal  | 8′    |
| 8.                  | Lieblich gedeckt | 8′    |
| 9.                  | Salicional       | 8′    |
| 10.                 | Aeoline          | 8′    |
| 11.                 | Voxcoelestis     | 8′    |
| 12.                 | Traversflöte     | 4′    |
| 13.                 | Quinte           | 2 ⁄3′ |
| 14.                 | Piccolo          | 2′    |

| Pedalwerk C–d1 |              |     |
| 15.            | Subbaß       | 16′ |
| 16.            | Stillgedeckt | 16′ |
| 17.            | Violinbaß    | 8′  |
| 18.            | Cello        | 8′  |

- Koppeln: II/I (auch als Sub- und Superoktavkoppeln), I/P, II/P

Nach etwa 100 Jahren wurden der Zustand und die enge Bauweise des Instruments als problematisch angesehen; eine Generalüberholung wurde gutachterlich nicht empfohlen. Die Orgel wurde deshalb 2017 abgebaut und 2019 durch einen Neubau der Fa. Robert Wech aus Buchloe ersetzt, wobei der historische Prospekt der Schwarzbauer-Orgel erhalten wurde. Im Festgottesdienst zur Einsegnung der neuen Orgel am 20. Oktober 2019 war der aus dem benachbarten Hirblingen stammende Marius Herb als Organist tätig.